# Углава
Углава (нім. Angel) є правим притоком річки Радбузи в округах Клатови, Пльзень-південь та Пльзень-місто у Пльзенському краї. Загальна протяжність 104,0 км.Площа водозбірного басейну становить 915,38  км². Є одним із чотирьох витоків річки Бероунка.

## Хід течії
Виток Углави знаходиться у Шумаві на західних схилах гори Pancíř у Železnorudská hornatina на висоті 1110 м. Тече на північний захід і утворює глибоку долину Углава, яка розділяє Královský hvozd та Панчірський хребет. У селища Hamry (округ Клатови), де річка повертає на північ, її води наповнюють Нирським водосховищем. Далі тече через Швіговську височину в Пльзеньську улоговину. Протікає через місто Нирско, Яновіце-над-Углавою, Клатови, біля водного замку Швігов, Пршестице, Штеновіце, Пльзень (частини Радобичіце та Доудлевце), де впадає справа в річку Радбуза на висоті 303 м над рівнем моря.

## Найбільші притоки
Найдовшою та найповноводнішою притокою Углави є Дрновий потік, довжина якого становить 21,3 км, а середня витрата в гирлі досягає 0,65 м³/с. Притокою з найбільшою площею водозбірного басейну є Точніцький потік, площа водозбірного басейну якого становить 97,2 км². Середня густота річкової мережі Углави становить 1,12 км/км².

Загалом в басейні Углави є 1516 водотоків, довжина яких не перевищує одного кілометра, і 329 водотоків довжиною від 1 до 10 км. Всього в басейні річки вісім струмків довжиною від 10 до 20 км і один водотік довжиною від 20 до 40 кілометрів.

## Водний туризм
Річка використовується для човнярства як у верхній, так і в нижній течії. Весь потік судноплавний більшу частину року, але дуже мало судноплавний, тому що викликає невеликий інтерес. Перегони з веслування та масове публічне плавання на спортивних човнах відбуваються щороку у вересні від Нирської дамби до Яновіце. Рівень підвищується за рахунок води, що випускається з дамби. Туристичні човни курсують дводенним відрізком від Пршештиц до Пльзені протягом року.